# Белецкий (Краснодарский край)
Белецкий — хутор в Успенском районе Краснодарского края России.
Входит в состав Успенского сельского поселения.
Население — 217 чел. (2010).

## География
Хутор расположен в 5 км юго-восточнее административного центра поселения — села Успенского.
Единственная улица хутора носит название Делегатская.

## Население
| 2002 | 2010 |
| ---- | ---- |
| 242  | ↘217 |